# Triosphere
Triosphere — норвезький метал-гурт з Тронгейму, виконує музику в стилі прогресивного металу. Був створений у 2004 році.

## Історія
Гурт був створений восени 2004 року. Вони випустили перший міні-альбом Deadly Decadence у 2005-му, а через рік побачив світ їх дебютний альбом «Onward» (2006).
У 2006—2007 роках Triosphere зробили два тури Норвегією разом з W.A.S.P., а також три європейські тури з 2007 по 2009 рік разом з такими відомими гуртами і музикантами, як W.A.S.P., Kotipelto, Кріс Кафері, Kamelot, Йорн Ланде, Arch Enemy і Destruction. У серпні 2009 року гурт здобув нагороду «Метал альбом року» від Just Plain Folks Music Organization, найбільшої у світі незалежної музичної організації.
Другий альбом гурту, The Road Less Travelled, вийшов 28 травня 2010 року на лейблі AFM Records.
Пізніше вони гастролювали з Sonata Arctica під час їх туру на підтримку альбому The Days of Grays. 2012 року Triosphere гастролювали знову, цього разу з американським метал-гуртом Kamelot. 12 жовтня 2012 року гурт оголосив про те, що Йоргенсен не зможе бути частиною туру. Він був тимчасово замінений Відаром Леманном (Vidar Lehmann) з Tellus Requiem і Imperial Deathcult.
12 вересня 2014 року, після чотирьох років роботи над третім альбомом, Triosphere оголосили дату виходу The Heart of the Matter — 7 листопада 2014 року.

## Дискографія

### Альбоми
- Onwards (2006)
- The Road Less Travelled (2010)
- The Heart of the Matter (2014)

### Демо
- Deadly Decadence (2005)

### Сингли
- «Trinity»
- «Human Condition»

## Учасники

### Поточний склад
- Ida Haukland — вокал, бас-гітара (з 2004)
- Marius Silver Bergesen — гітара, ритм-гітара (з 2004)
- Tor Ole Byberg — ритм-гітара (з 2006)
- Kenneth Tårneby — ударні (з 2014)

### Колишні учасники
- Ørjan Aare Jørgensen — ударні (2004—2014)